# Ceroplastyka

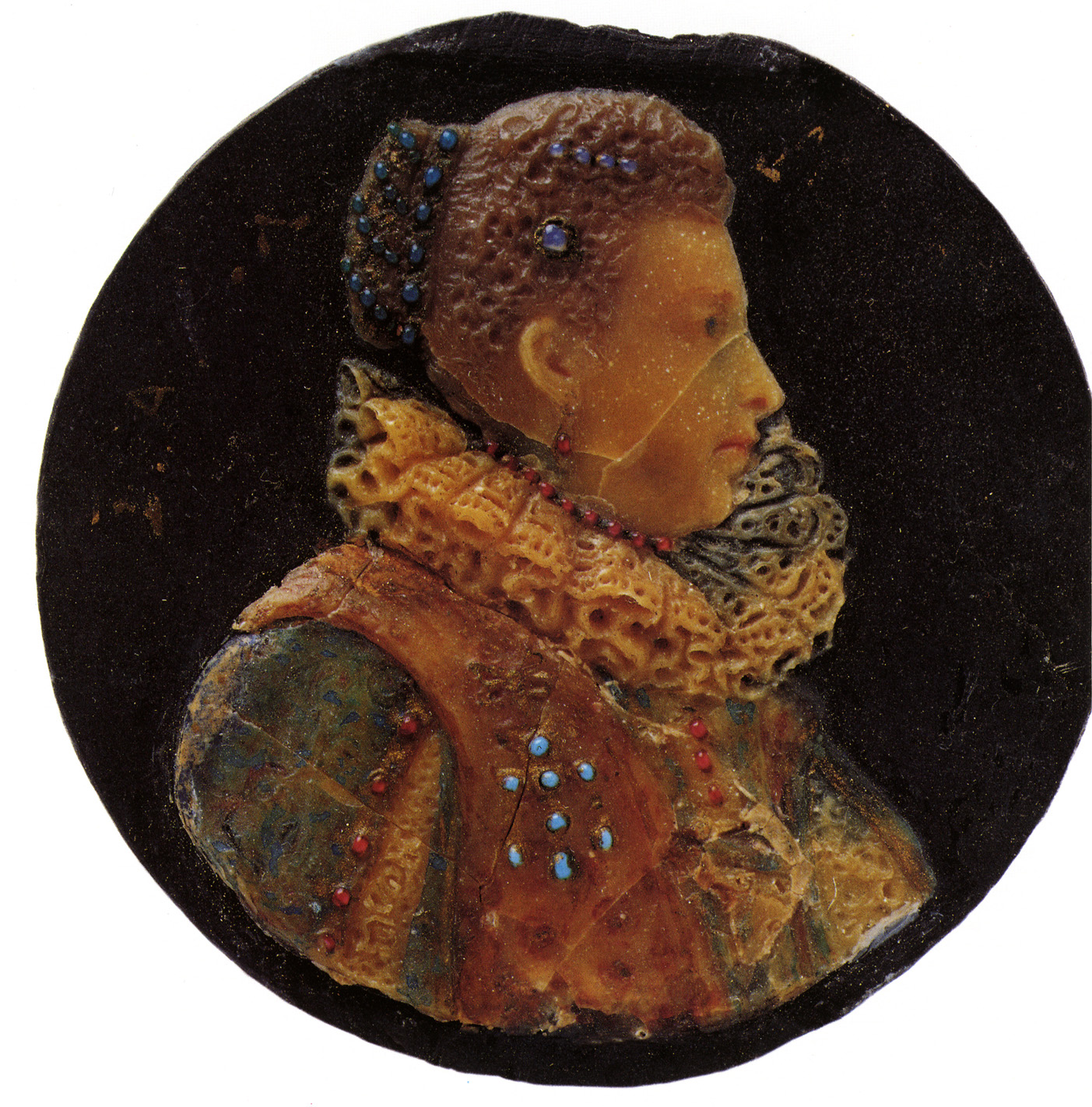
Woskowa miniatura z początku XVII wieku

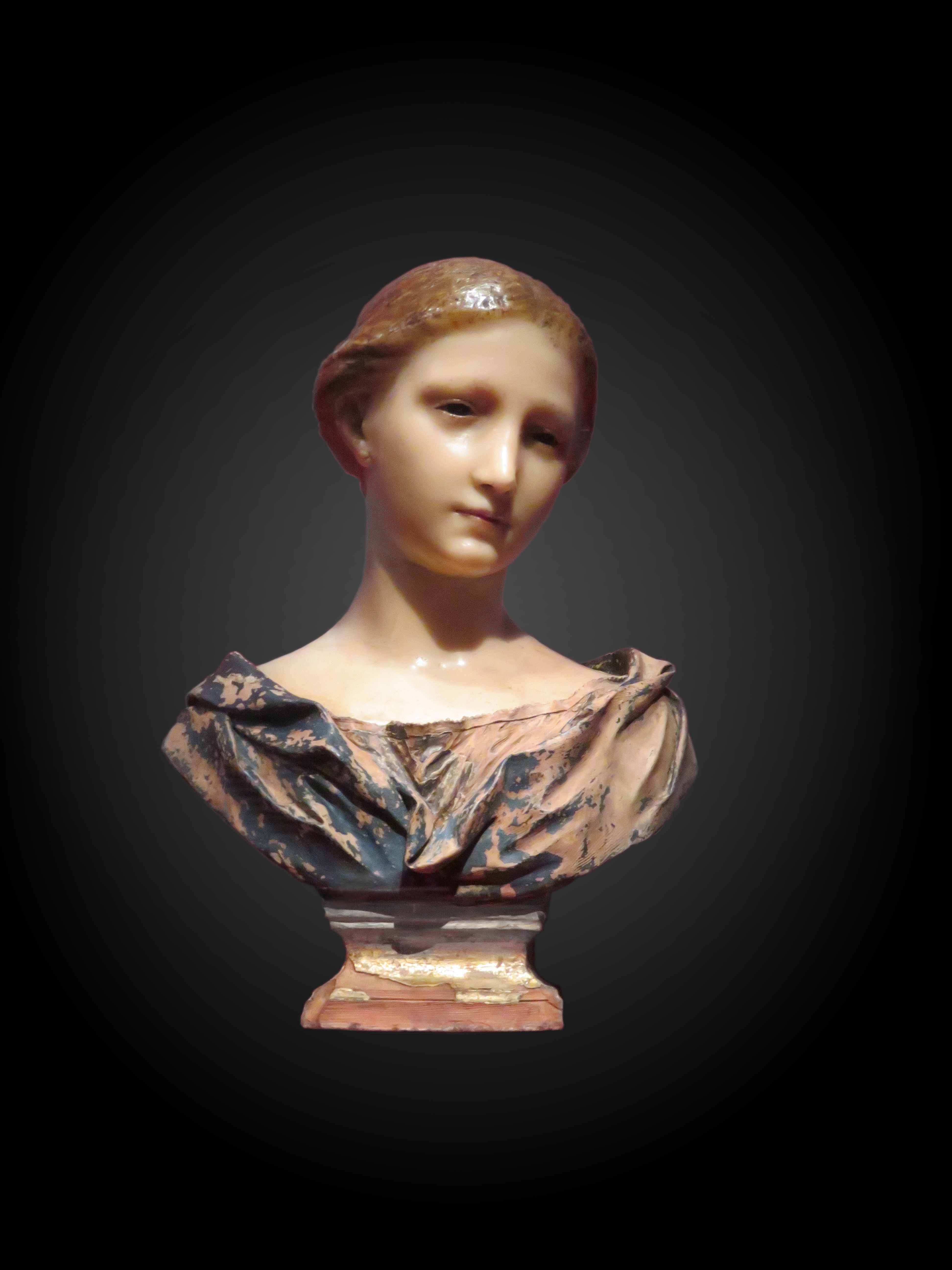
„Głowa Wicar”, XVII wiek. Palais des Beaux-Arts w Lille

Ceroplastyka (łac. cera – wosk, plastica – modelowanie) – sztuka modelowania i rzeźbienia w wosku, wykorzystywana głównie w rzeźbie portretowej i wotywnej.
Technika rzeźbienia w wosku, jak i narzędzia do tego stosowane były podobne do tych używanych przy rzeźbieniu w glinie. Wosk uważany był za idealne tworzywo imitujące ciało ludzkie.
Do ceroplastyki nie zalicza się modeli woskowych używanych w odlewnictwie, które później zostają zniszczone, masek pośmiertnych, a także szkiców rzeźbiarskich (bozzetto)

## Historia
Ceroplastyka znana była już od starożytności w Egipcie, Persji, Grecji i Italii do wykonywania drobnych form rzeźbiarskich, służących celom sepulkralnym i wotywnym. Szczególnie rozwinęła się i znaczenia nabrała u Rzymian, praktykujących zwyczaj sporządzania woskowych popiersi przodków (tzw. imagines), stawianych w domowym atrium.
W okresie średniowiecza z wosku wykonywano figurki wotywne o tematyce religijnej oraz maski, wyobrażenia portretowe, figurki w szopkach. Wytwory ceroplastyki były też popularne w czasach renesansu, głównie wykonywano portrety świeckie, popiersia, zwykle polichromowane, czasem wykonywane w formacie miniaturowym w kształcie medalionu.

W sztuce nowożytnej powstawały też dzieła sztuki z tego tworzywa np. Głowa Wicar z XVII wieku, przypisywana François Duquesnoy.
W XVII i XVIII wieku z wosku powstawały modele anatomiczne gł. we Florencji, także posągi, które uzupełniano prawdziwymi włosami i szatami.
Od XVIII wieku łatwość modelowania i barwienia wosku wraz z jego specyficzną fakturą wpłynęły na rozpowszechnienie się wyrobu naturalistycznych figur gromadzonych w osobnych „gabinetach” podobizn postaci historycznychm.in Madame Tussaud.
Na przełomie XIX/XX wieku w odmienny sposób technikę tę wykorzystywał jeden w prekursorów rzeźby nowoczesnej – Medardo Rosso, a także Edgar Degas (Czternastoletnia tancerka).
Obecnie w wielu miastach na świecie istnieją muzea i gabinety figur woskowych, także w Polsce np. w Krakowie, Władysławowie, Zakopanem, Międzyzdrojach i innych miejscowościach.